# Emscherquellhof

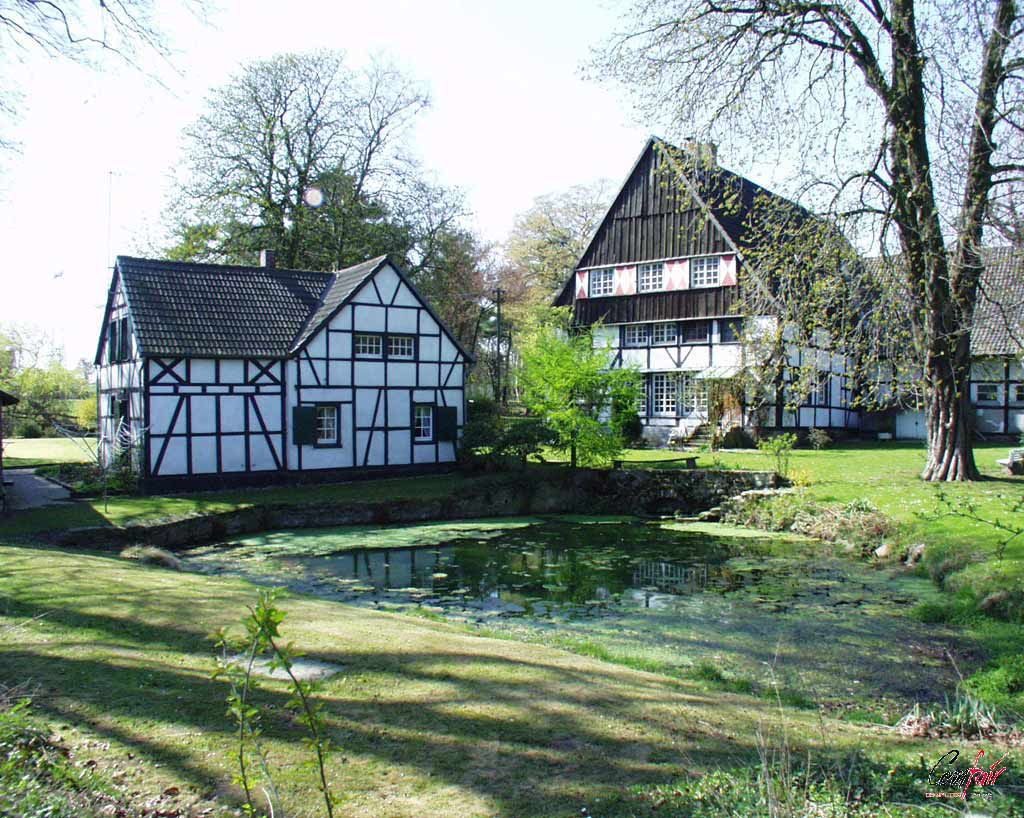
Emscherquellhof ehem. Lünschermannshof

Der Emscherquellhof (ehem. Lünschermannshof) ist eine Fachwerk-Hofanlage im westlichen Hixterwald genannten Bereich von Holzwickede östlich von Dortmund. Auf dem Hofgelände an der Quellenstraße 2 befindet sich auf etwa 160 m ü. NN die Quelle der Emscher.

## Geschichte
Das 1801 erbaute Gehöft besteht aus dem noch erhaltenen Hauptgebäude, einem ausgebauten Stallgebäude sowie einem freistehenden ehemaligen Backhaus. Der 1801 von den westfälischen Bauernfamilien Lünschermann und Schroer in Holzwickede errichtete Emscherquellhof entsprach architektonisch ursprünglich der regionaltypischen Bauweise eines „Westhellweghofes“. Um 1914 kaufte der Bauer Schulze-Dellwig das Gehöf. Bis zum Jahr 2003 befand sich der Hof in Privatbesitz und wurde als Reiterhof betrieben. Im Jahr 2004 ging der Quellhof in den Besitz der Emschergenossenschaft in Essen über. Bis Ende 2005 erfolgte für mehrere Millionen Euro nach denkmalpflegerischen Grundsätzen die Restaurierung unter anderem nach historischen Zeichnungen und der Umbau der Gebäude in den Urzustand. Dazu wurden nachträgliche Inneneinbauten zurückgebaut, ursprüngliche Fassaden, Fenster und die Dachkonstruktion nach originalem Vorbild wiederhergestellt und das Fachwerk gesichert.
Im Innenhof des Fachwerkanwesens liegt in einem eingefassten Teich der Quellbereich der Emscher. Der Zulauf zum Quellteich erfolgt unterirdisch aus Richtung Hauptgebäude. Der Teich wird gespeist aus dem Emscher-Wasser, das aus insgesamt fünf Quelltöpfen einige hundert Meter südwestlich des Hofes im Hixterwald entspringt. Infolge einer künstlichen Entwässerung des Gebietes mit Gräben und Siepen zum Zwecke des Kohleabbaus ab Ende des 16. Jahrhunderts sank der Grundwasserspiegel soweit ab, dass die ursprüngliche Quelle versiegte. Mit der behördlichen Festlegung der Quellen Mitte des vorigen Jahrhunderts diente als Richtlinie zur Bestimmung der Quelle der längste Bachlauf. Dadurch galt der Emscherquellhof als Emscherquelle. Nach dem Ende des Kohleabbaus führt der Zufluss aus dem Hixterwald wieder beständig Wasser, fließt am Emschequellhof vorbei und nimmt dort das Wasser aus dem Quellteich des Hofes auf.

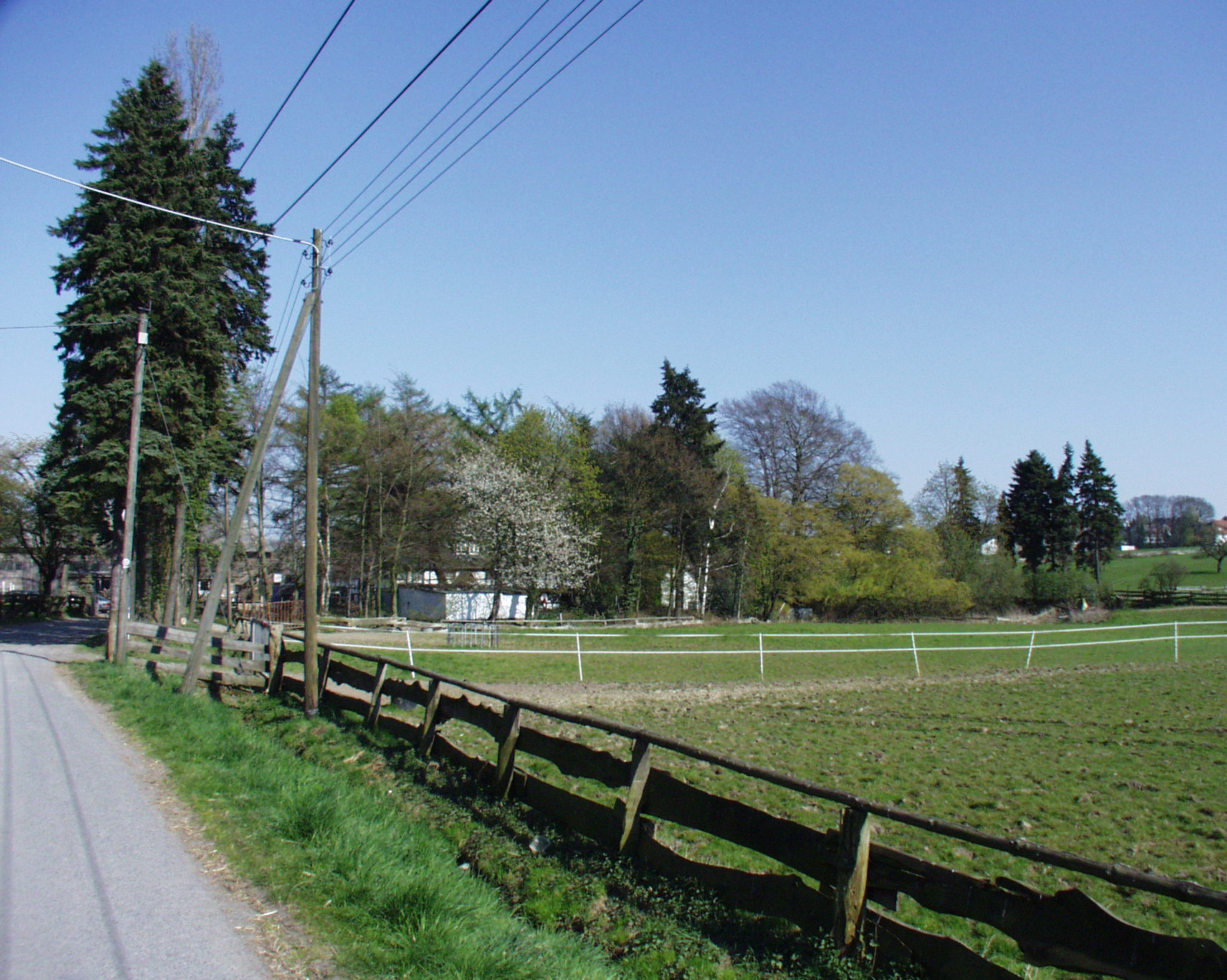
Blick aus Westen durch die Rotbuchenreihe
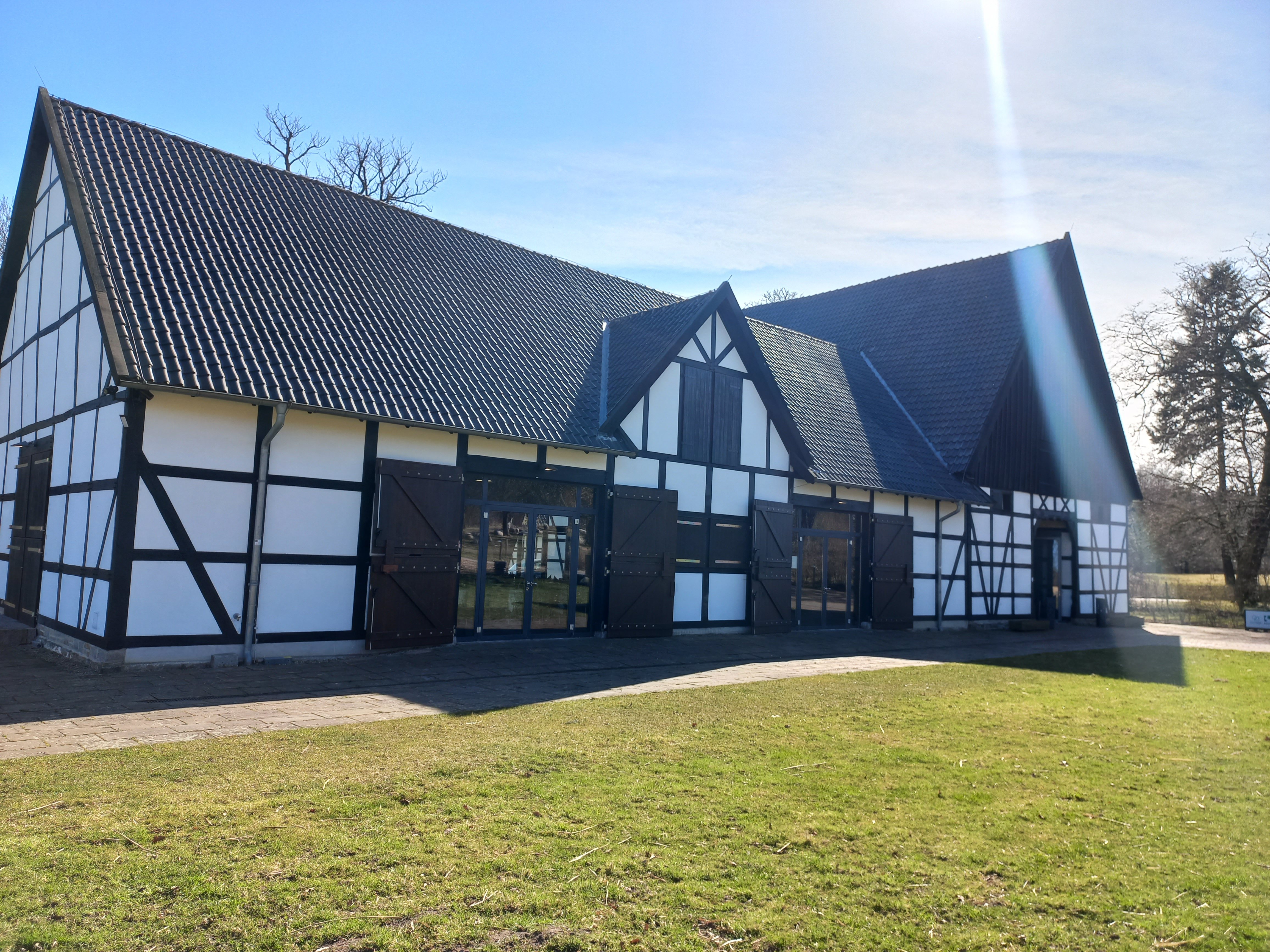
Gebäude
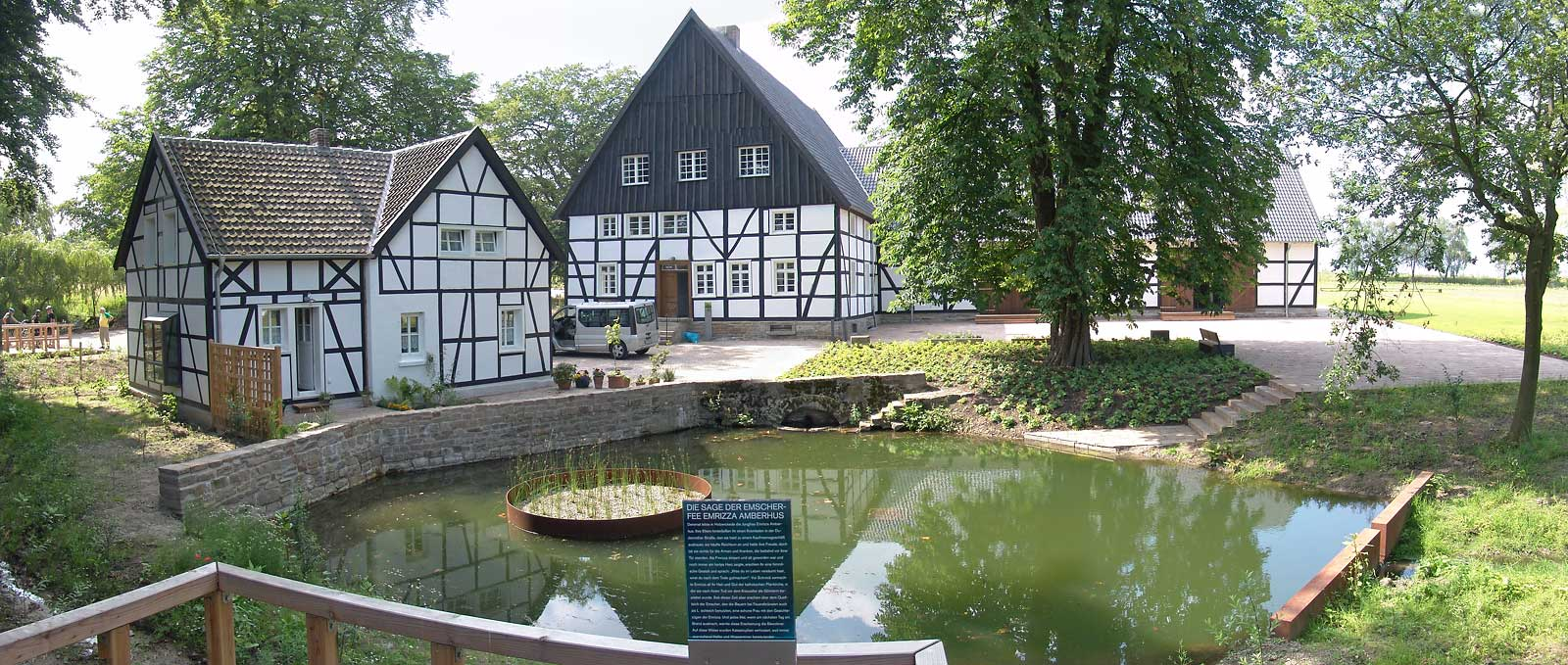
Hof mit Quellteich, Bildmitte Zulauf, rechts Ablauf.
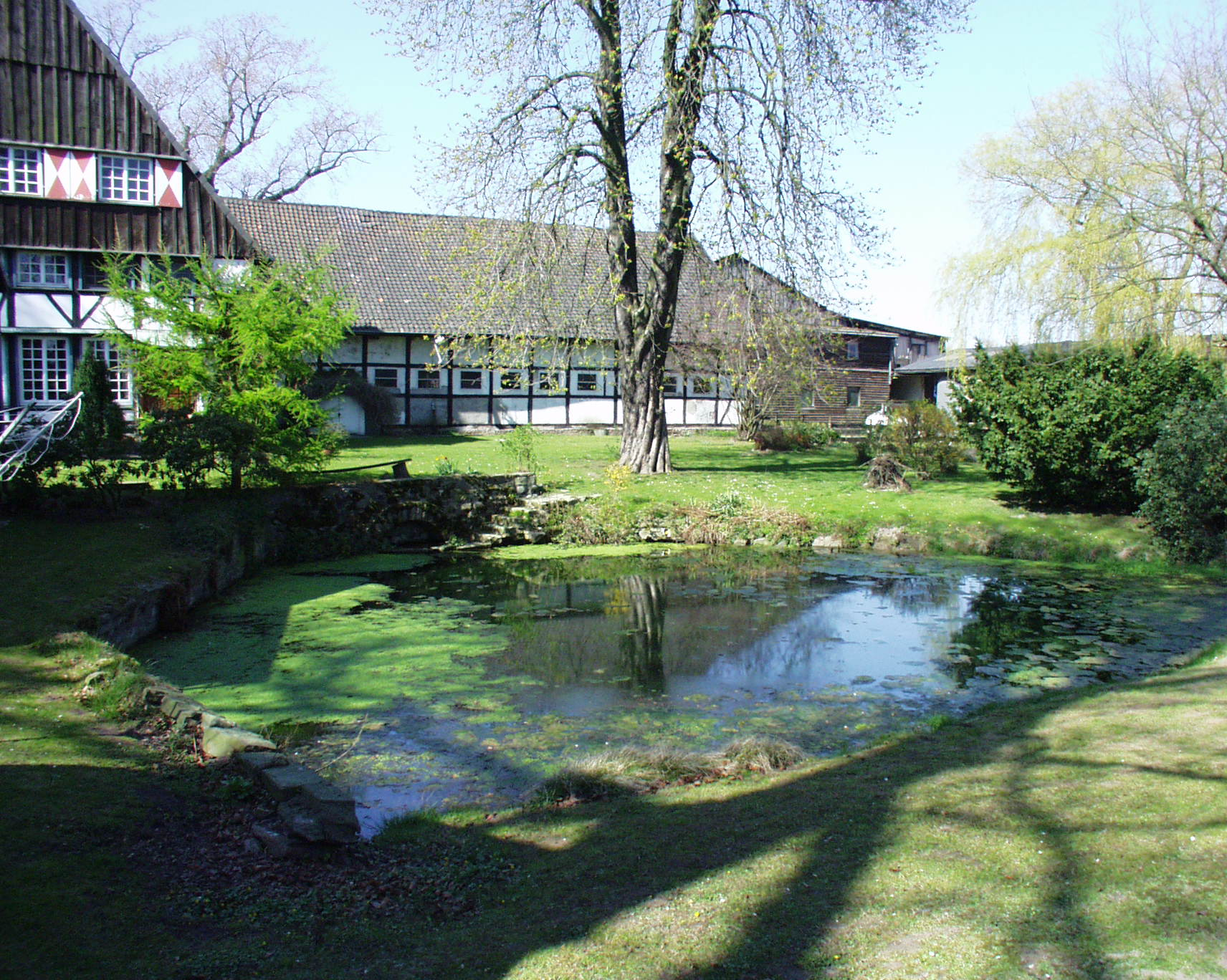
Links Zulauf, rechts Ablauf
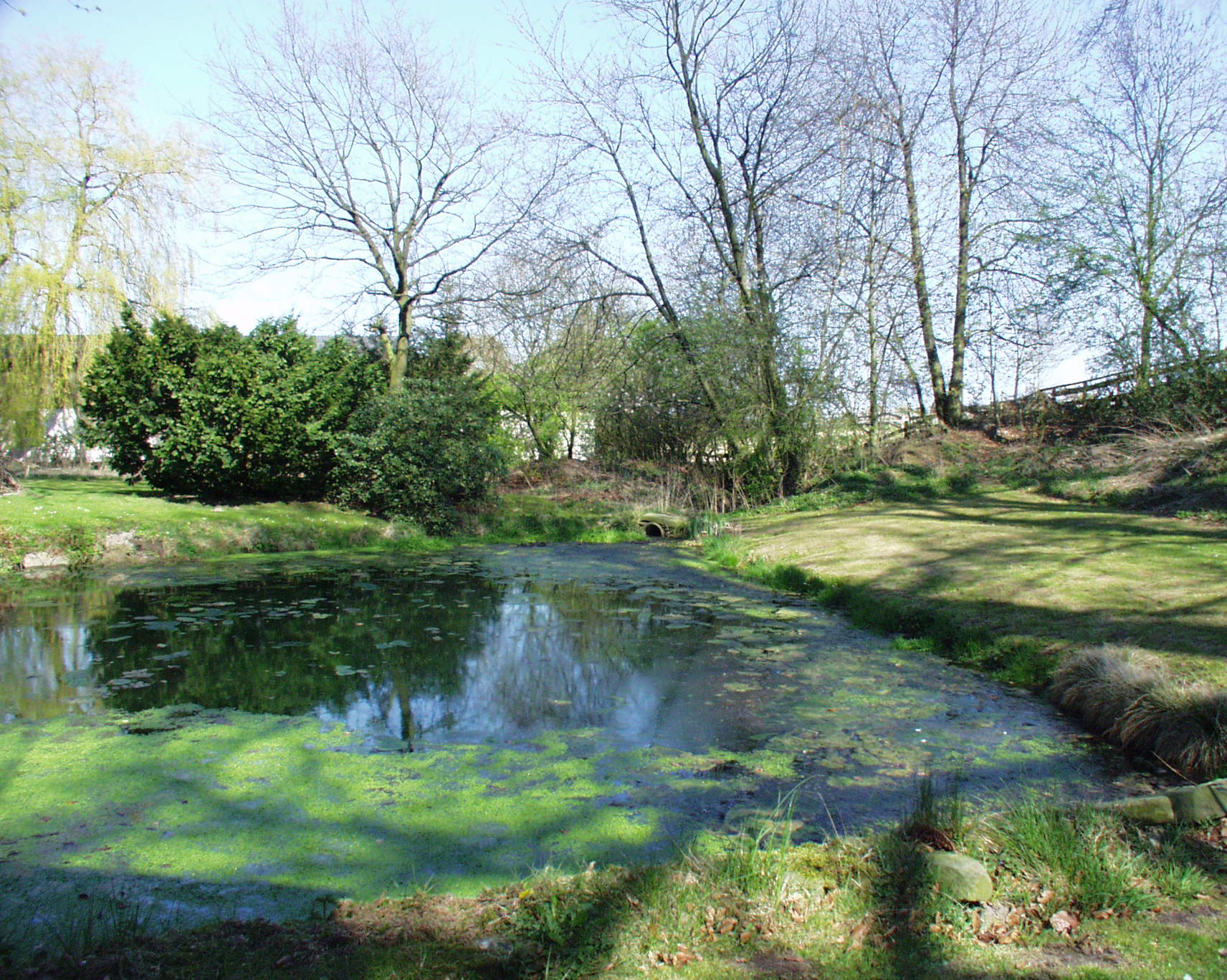
Bildmitte Ablauf der Emscher

## Heutige Nutzung

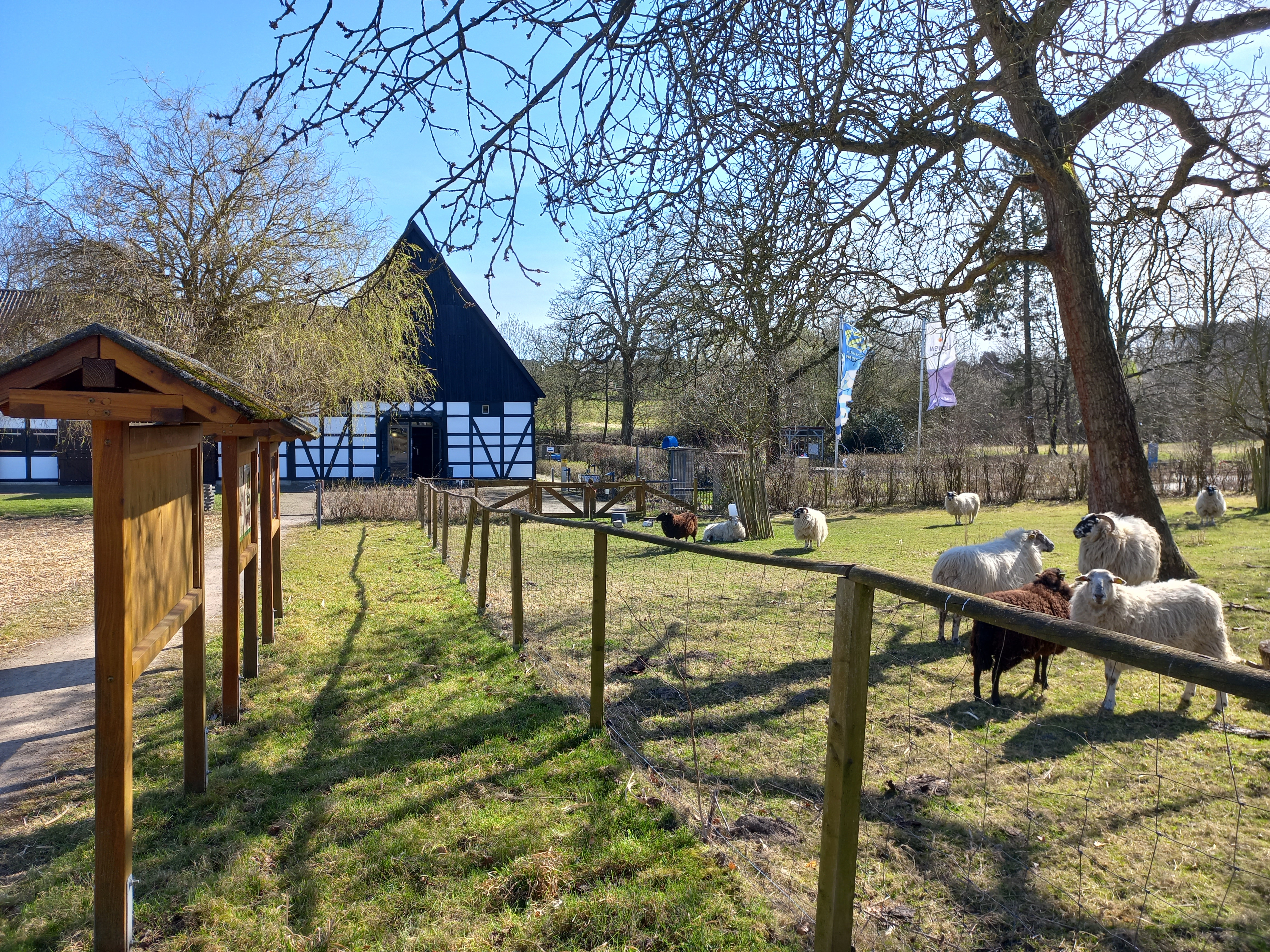
Schafweide
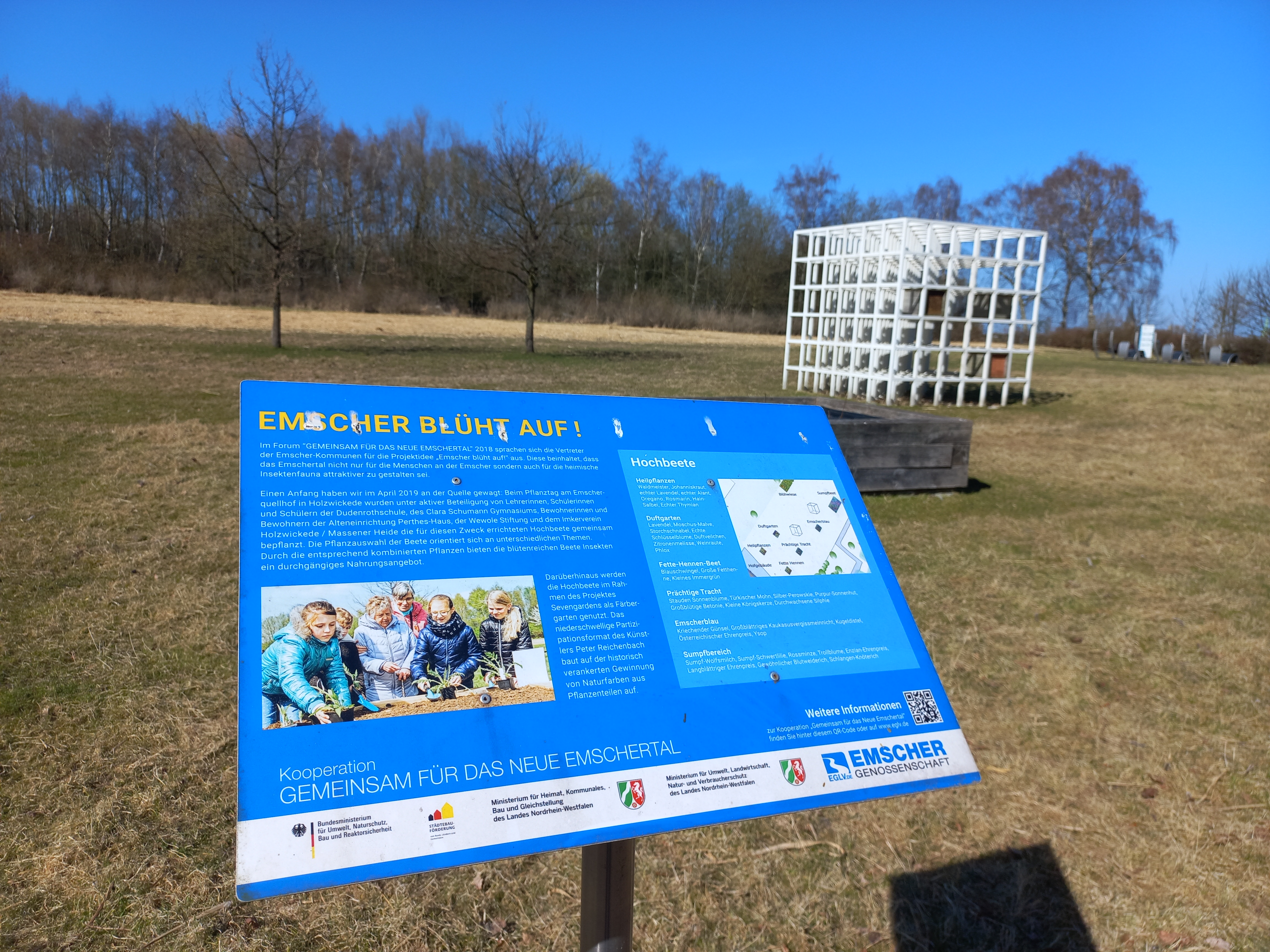
Informationstafel

Genutzt werden die Gebäude als Fortbildungsstätte, Sitzungs- und Schulungszentrum und für Ausstellungen über die wasserwirtschaftliche und industriegeschichtliche Entwicklung des Emscherflusses. Die wewole-Stiftung betreibt ein inklusives Café auf der Anlage und arbeitet auch in der Grünpflege der Anlage mit. Der Hof bietet außerdem Informationen zum Thema Wildbienen und zum Imkern. Auf dem Gelände wird neben Laufenten und Hühnern auch eine große Gruppe von Schafen der Rassen Scottish Blackface, Black Welsh Mountain und Heidschnucken-Mixen gehalten.

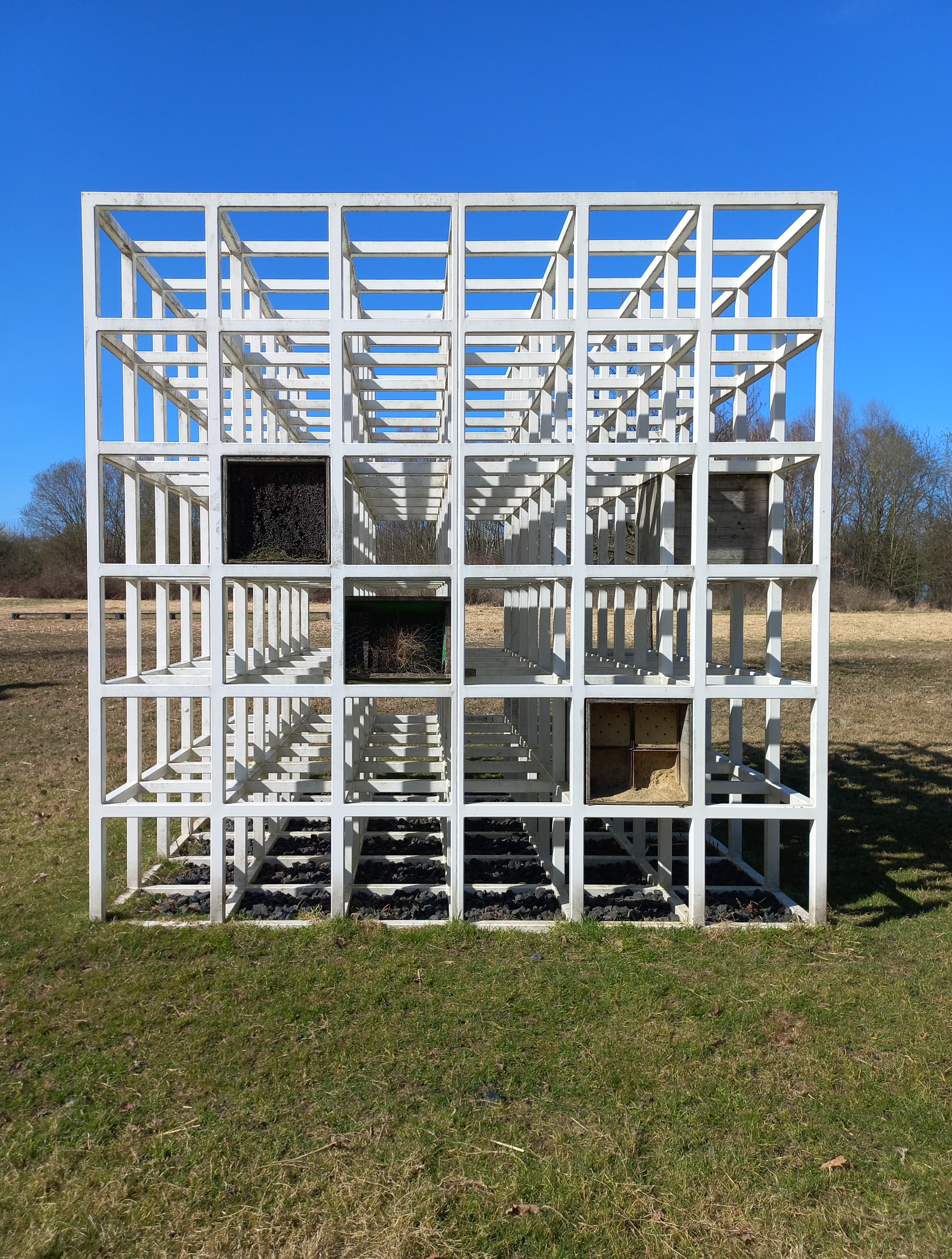
The Insect Societies
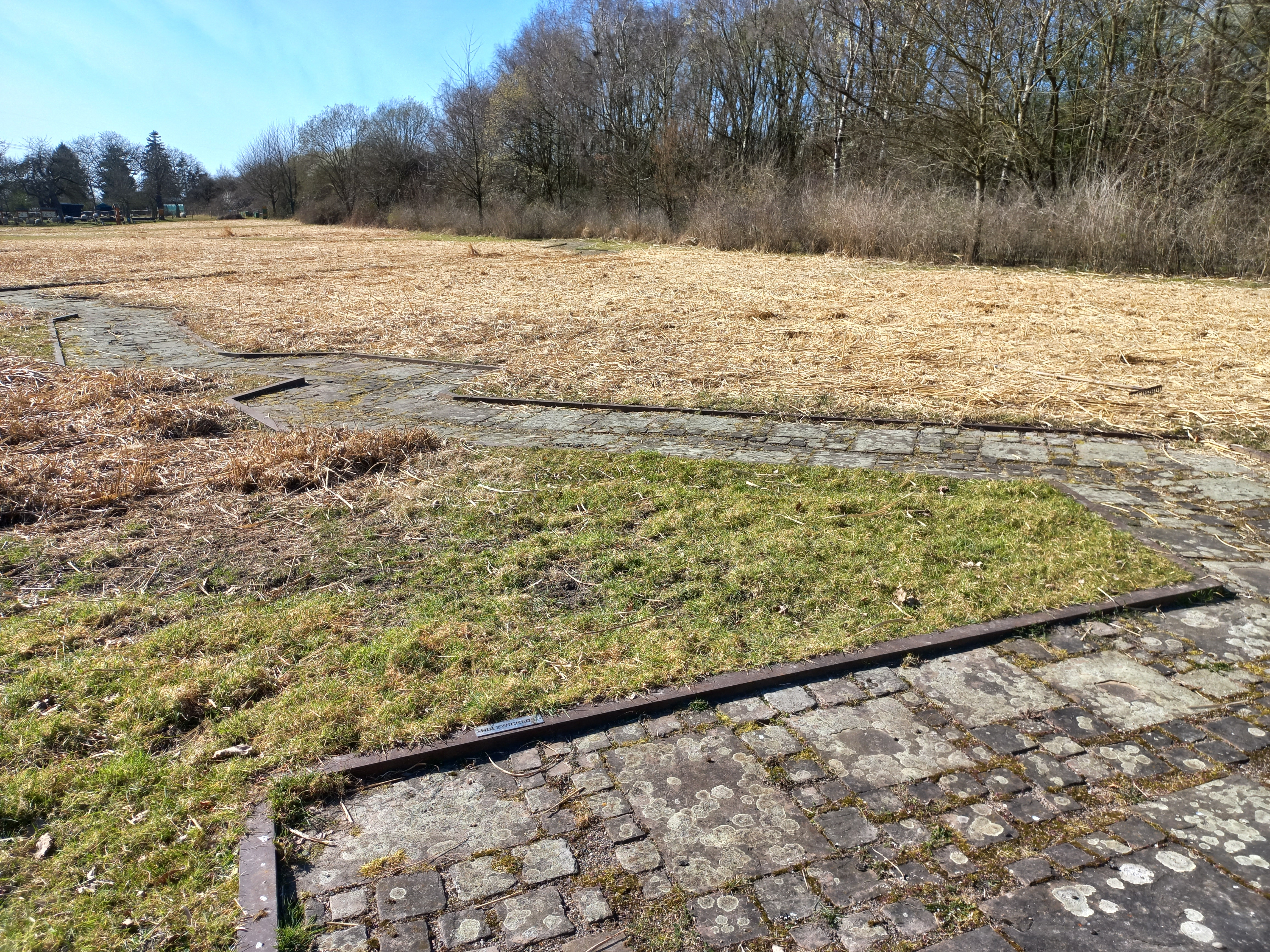
Emscherweg

Die Emscherquelle ist für die Route der Industriekultur jeweils Standort auf drei Themenrouten Mythos Ruhrgebiet, Auf dem Weg zur blauen Emscher und Sole, Dampf und Kohle. Auf dem 2000 Quadratmeter großen angrenzenden Feld, auf dem als Bienennahrung heimische Wildblumenarten ausgesät wurden, befinden sich auch die im Rahmen der Emscherkunst 2016 entstandenen The Insect Societies (Part I) des schwedischen Künstlers Henrik Håkansson. Das Werk besteht aus zwei kubusförmigen Objekten aus feuerverzinktem und in Weiß pulverbeschichtetem Stahlrohr mit je fast dreieinhalb Meter Kantenlänge. In jeweils acht Hohlräume der Plastiken wurden hölzerne Honigbienenbeuten und Wildbienenkuben eingesetzt. Diese sind Teil des Emscherkunstweges. Am Rand des Feldes führt ein gepflasterter, mit Metall eingefasster Weg entlang, der den Verlauf der Emscher von der Quelle bis zur Mündung abbildet.